# Cleistesiopsis divaricata
Cleistesiopsis divaricata là một loài thực vật có hoa trong họ Lan. Loài này được (L.) Pansarin & F.Barros mô tả khoa học đầu tiên năm 2008.

## Hình ảnh

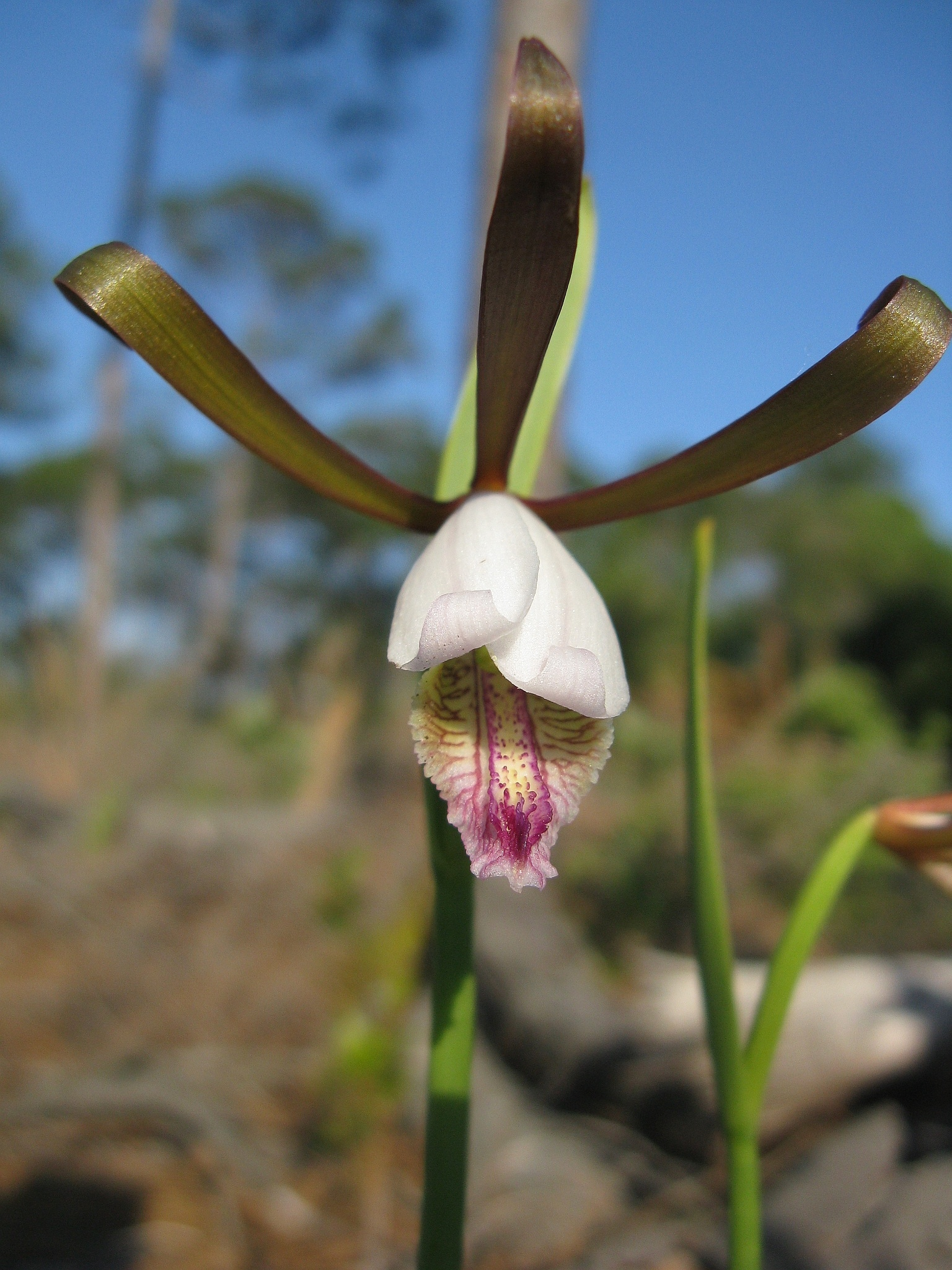
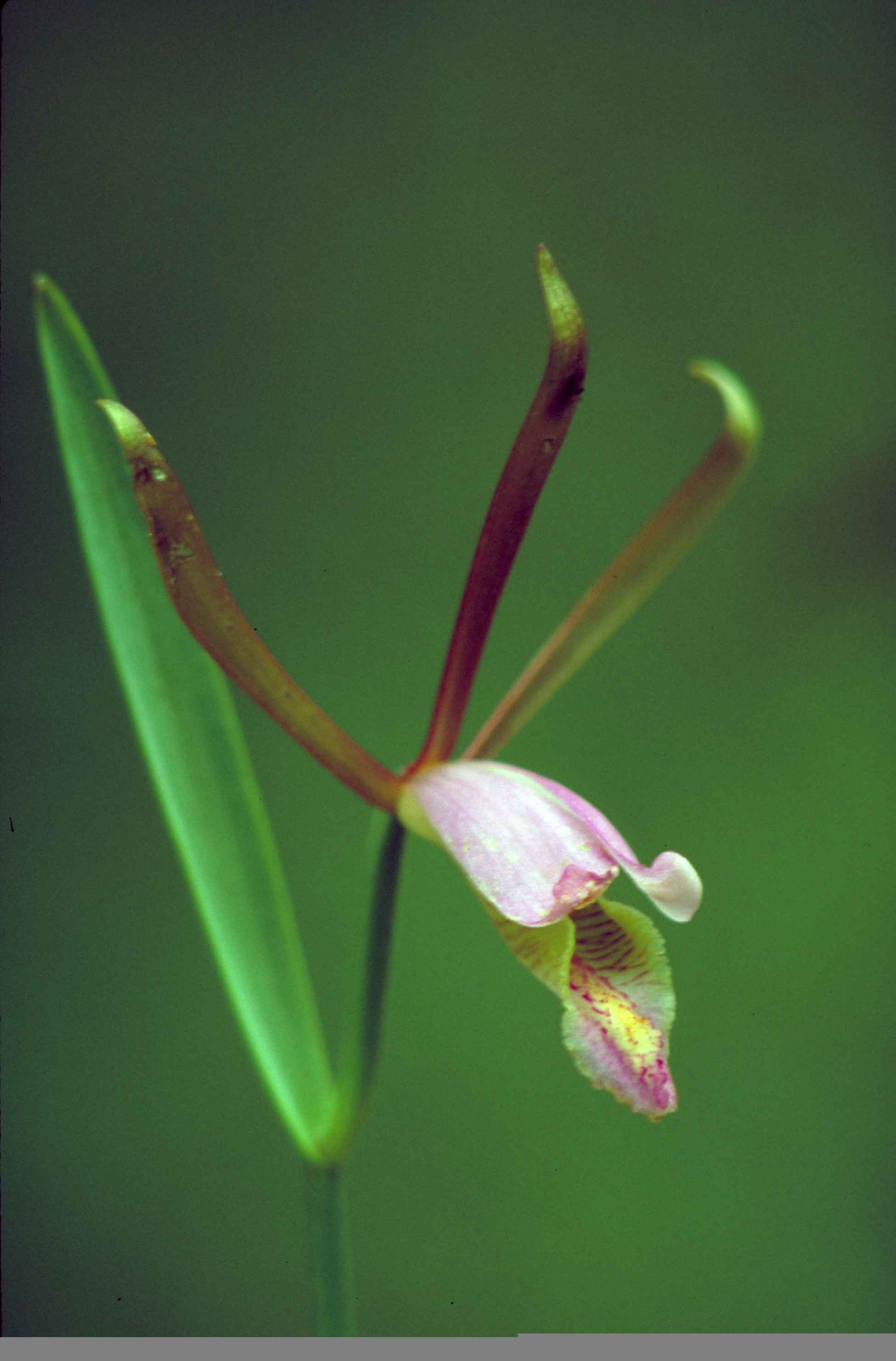